# NGC 335
NGC 335 es una galaxia espiral de la constelación de Cetus.
Fue descubierta el 1886 por el astrónomo Frank Leavenworth.